# ケン・フォレット

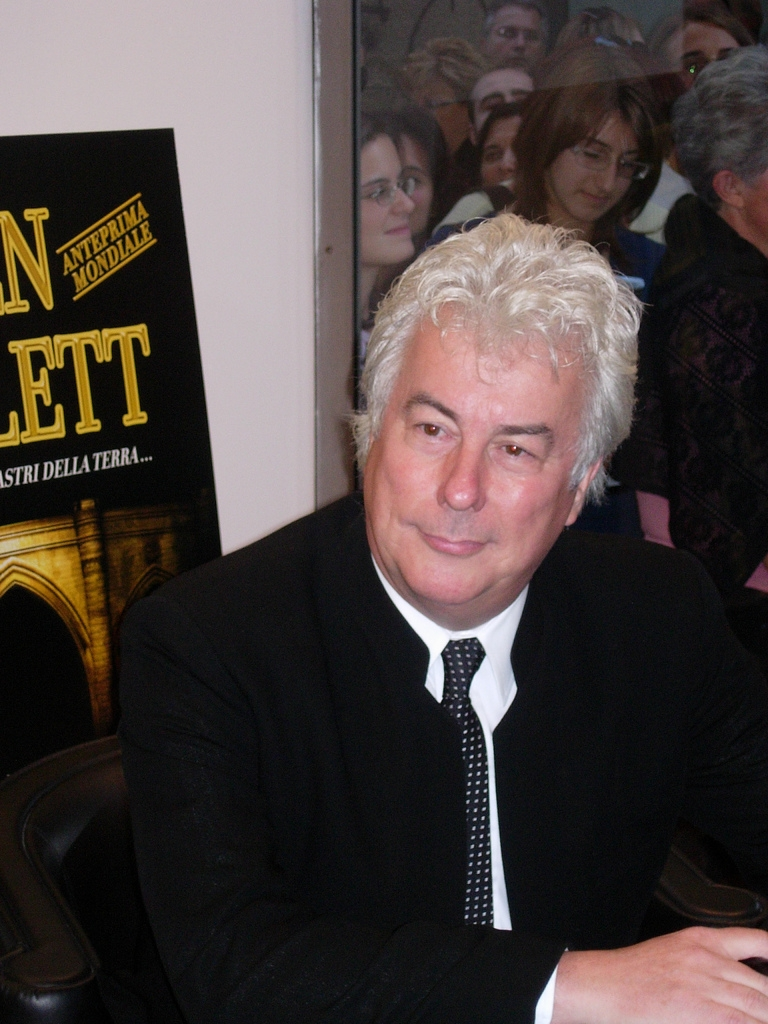
ケン・フォレット

ケン・フォレット（Ken Follett, 1949年6月5日 - ）は、イギリスの小説家。ウェールズのカーディフで生まれ、ロンドン大学を卒業後、新聞記者を経て出版社に勤務する。
作家となり、スパイ小説や冒険小説を発表し、そのジャンルを代表する人気作家となる。1978年に発表した『針の眼』でエドガー賞 長編賞を受賞した。
1989年に刊行された、中世イングランドを舞台にした歴史小説『大聖堂』は世界的ベストセラーとなった。2007年にはその続編『大聖堂-果てしなき世界』を発表し、再び話題を呼んだ。

## 著作
- 『モジリアーニ・スキャンダル』 The Modigliani Scandal 日暮雅通訳 新潮文庫 1997
- 『ペーパー・マネー』 Paper Money 日暮雅通訳 新潮文庫 1994
- 『針の眼』 The Eye of the Needle
- 『トリプル』 Triple 一ノ瀬直二訳 集英社 1981 のち文庫
- 『レベッカへの鍵』 The Key to Rebecca 矢野浩三郎訳 集英社 1982　のち文庫、新潮文庫
- 『獅子とともに横たわれ』 Lie Down with Lions 矢野浩三郎訳 集英社 1986　のち文庫
- 『大聖堂』The Pillars of the Earth
- 『鷲の翼に乗って』 On Wings of Eagles
- 『ペテルブルグから来た男』 The Man from St. Petersburg 矢野浩三郎訳 集英社 1983 のち文庫
- 『飛行艇クリッパーの客』 Night Over Water 田中融二訳 新潮文庫 1993
- 『ピラスター銀行の清算』 A Dangerous Fortune  水上峰雄訳 新潮文庫 1995
- 『自由の地を求めて』 A Place Called Freedom  矢野浩三郎訳 新潮文庫 2000
- 『第三双生児』 The Third Twin 佐々田雅子訳 新潮文庫 1997
- 『ハンマー・オブ・エデン』 The Hammer of Eden　矢野浩三郎訳 小学館 2000　のち文庫
- 『コードトゥゼロ』 Code to Zero 戸田裕之訳 小学館 2002　のち文庫
- 『鴉よ闇へ翔べ』 Jackdaws　戸田裕之訳 小学館 2003　のち文庫
- 『大聖堂-果てしなき世界』 World without End
- 『ホーネット、飛翔せよ』Hornet Flight　戸田裕之訳 ソニー・マガジンズ 2004
- 『巨人たちの落日』 Fall of Giants (2010)　戸田裕之訳 ソフトバンク文庫 2011
- 『凍てつく世界』 Winter of the World (2012)　戸田裕之訳 SB文庫 2014
- 『永遠の始まり』The Century Trilogy.3:Edge of Eternity 戸田裕之訳 SB文庫 2016
- 『火の柱』 A Column of Fire (2020) 戸田裕之訳 扶桑社
- 『ネヴァー』 NEVER (2021) 戸田裕之訳 扶桑社
- 『大聖堂 夜と朝と』Evening and the Morning (2022) 戸田裕之訳 扶桑社

共著
- 『黄金の6人 史上最大の金庫破り作戦』ルネ・ルイ・モーリス共著 葵七瀬訳 サンケイ出版 1985